# Sill (IMOCA)
Cet article concerne un voilier. Pour les articles homonymes, voir Sill (homonymie). Pour les autres voiliers Hugo Boss, voir Hugo Boss (IMOCA).
Sill est un voilier monocoque 60 pieds IMOCA, destiné à la course au large, mis à l'eau en 1999. Skippé par Roland Jourdain, il a notamment remporté la Transat Jacques-Vabre en 2001 et le championnat du monde IMOCA en 2001 et 2002. Vendu à Alex Thomson en 2003, il devient Hugo Boss, premier IMOCA du nom. Il est abandonné par Thomson en raison d'une avarie lors de la Velux 5 Oceans 2006.

## Conception et développement
Sill est issu du même moule que le Whirlpool de Catherine Chabaud, dessiné par Marc Lombard et construit par Mag France. Il se caractérise par un rouf très volumineux pour faciliter la remise à l'endroit après un chavirage.
Il se distingue de son prédécesseur par son mât-aile.

## Historique

### Sill
Le voilier est mis à l'eau en septembre 1999, quelques semaines avant le départ de la Transat Jacques-Vabre. Cette transat se courant en double, son skipper Roland Jourdain fait appel à Jean Le Cam, avec lequel il avait remporté la Transat AG2R en 1994. Le duo termine à la quatrième place de l'épreuve.
Après une seconde place sur la Transat anglaise 2000, Roland Jourdain est l'un des favoris du Vendée Globe 2000-2001, avec son 60 pieds réputé très puissant. Après un retour forcé aux Sables-d'Olonne pour réparer une drisse, Roland Jourdain profite de son expérience du grand large pour rattraper son retard dans le grand Sud, malgré la casse du rail de sa grand-voile qui l'oblige à effectuer le reste de la course avec deux ris. Il ne peut cependant résister au retour d'Ellen MacArthur dans la remontée de l'Atlantique et termine à la troisième place. La veille de son arrivée, il avait battu le record de distance en 24 heures en solitaire en parcourant 435,3 milles,.
En 2001, après avoir reporté les grands-prix de Fécamp et de Quiberon et les deux premières étapes de l'EDS Atlantic Challenge, Sill brise son mât quelques minutes après le départ de la quatrième étape. Après quelques semaines de chantier, le voilier est remis à l'eau pour le départ de la Transat Jacques-Vabre. Associé à son préparateur Gaël Le Cléac'h, « Bilou » remporte l'épreuve puis enchaîne les victoires lors de la saison 2002. Malgré une quatrième place dans la Route du Rhum 2002 en raison d'une escale technique à Madère, Roland Jourdain est sacré champion du monde IMOCA pour la seconde année consécutive.
Après une seconde place dans la Calais Round Britain Race 2003, Sill est vendu au Britannique Alex Thomson afin de financer la construction d'un nouveau 60 pieds. Les deux skippers s'associent pour la Transat Jacques-Vabre, qu'ils terminent à la deuxième place.

### Hugo Boss
Dès son arrivée à Salvador de Bahia, Alex Thomson prend possession de son 60 pieds. Le 1er décembre 2003, il prend le départ du Défi atlantique, course en solitaire qualificative pour le Vendée Globe 2004-2005. Au terme d'un chassé-croisé avec Vincent Riou sur PRB, Thomson laisse échapper la victoire mais bat le record de distance à la voile en 24 heures en solitaire détenu par Bernard Stamm, avec 468,72 milles parcourus à une vitesse moyenne de 19,53 nœuds,.
Bénéficiant du soutien de Hugo Boss, Alex Thomson prend le départ du Vendée Globe. Quelques semaines après le départ, son vit-de-mulet rompt, obligeant Hugo Boss à faire escale au Cap et à abandonner.
Le 19 février 2006, alors que Hugo Boss est en convoyage entre Melbourne et l'Uruguay, le mât se brise dans 25 nœuds de vent, à près de 2 000 milles du Cap Horn. Après avoir installé un mât fixe, réputé plus solide que le mât-aile, Alex Thomson prend  le départ de la Velux 5 Oceans, course autour du monde en solitaire avec escales.
Le 23 novembre 2006, alors que Hugo Boss naviguait à une moyenne de 18 nœuds dans l'Atlantique sud, avec des vents de plus de 30 nœuds et une forte houle, la quille pivotante connaît une avarie structurelle majeure, la laissant hors d'état de fonctionner. Alex Thomson abandonne le voilier le lendemain, quand son compatriote et rival Mike Golding le recueille à bord d'Ecover.
L'épave d'Hugo Boss est retrouvée sur les côtes chiliennes du parc national Bernardo O'Higgins en février 2016.

## Palmarès

### 1999-2003:Sill– Roland Jourdain
- 1999 :
  - 4e de la Transat Jacques-Vabre, en double avec Jean Le Cam, en 19 jours, 19 heures et 21 minutes
- 2000 :
  - 2e de la Transat anglaise, en 15 jours, 13 heures et 38 minutes
- 2001 : 
  - 3e du Vendée Globe, en 96 jours, 1 heure et 2 minutes
  - vainqueur des grands-prix de Fécamp et de Quiberon
  - 2e de l'EDS Atlantic Challenge
  - vainqueur de la Transat Jacques-Vabre, en double avec Gaël Le Cléac'h, en 16 jours, 13 heures et 23 minutes
  - champion du monde IMOCA
- 2002 :
  - vainqueur des grands-prix de Larmor et Marseille
  - vainqueur de la Rubicon Race
  - 2e de la course de la Giraglia
  - 4e de la Route du Rhum, en 16 jours, 5 heures, 14 minutes et 28 secondes
  - champion du monde IMOCA
- 2003 :
  - vainqueur de la Route du Nouveau Monde, en équipage, en 17 jours, 1 heure, 41 minutes et 52 secondes
  - 2e de la Calais Round Britain Race, en équipage, en 9 jours, 11 heures, 31 minutes et 41 secondes
  - 2e de la Transat Jacques-Vabre, en double avec Alex Thomson, en 17 jours, 22 heures, 9minutes et 11 secondes

### 2003-2006:Hugo Boss– Alex Thomson
- 2003 : 
  - 3e du Défi atlantique en 16 jours, 17 heures et 24 minutes
  - record de distance à la voile en 24 heures en solitaire, avec 468,72 milles parcourus à une vitesse moyenne de 19,53 nœuds